# Linjeafstand
Linjeafstand er et begreb inden for typografi og er bestemmelse af den vertikale afstand mellem linjerne i en tekst.
Linjeafstanden opgives normalt i enheden punkt inden for den grafiske branche. På pc'er og skrivemaskiner angives den oftest som enkelt, halvanden eller dobbelt linjeafstand.
Linjeafstanden kaldes for skriftens skydning.
Linjeafstanden sættes i forhold til skriftens størrelse. Hvis fx skriftstørrelsen er 10 punkt og linjeafstanden 13 punkt, får det i fagsproget betegnelsen "ti på tretten", og skrives 10/13.